# Halowe Mistrzostwa Ameryki Południowej w Lekkoatletyce 2020
1. Halowe Mistrzostwa Ameryki Południowej w Lekkoatletyce – zawody lekkoatletyczne, które odbyły się w dniach 1-2 lutego 2020 w Cochabambie.

## Rezultaty

### Mężczyźni
| Konkurencja               | 1. miejsce                                                            | Wynik   | 2. miejsce                                                                     | Wynik   | 3. miejsce         | Wynik   |
| ------------------------- | --------------------------------------------------------------------- | ------- | ------------------------------------------------------------------------------ | ------- | ------------------ | ------- |
| Bieg na 60 m              | Jeffrey Vanan                                                         | 6,80    | Rafael Vásquez                                                                 | 6,85    | Franco Florio      | 6,85    |
| Bieg na 200 m             | Virjilio Griggs                                                       | 20,81   | Rafael Vásquez                                                                 | 21,34   | Franco Florio      | 21,89   |
| Bieg na 400 m             | Elián Larregina                                                       | 47,52   | Marco Vilca                                                                    | 47,84   | Anderson Henriques | 47,91   |
| Bieg na 800 m             | Lucirio Antonio Garrido                                               | 1:53,54 | Marco Vilca                                                                    | 1:54,11 | Alejandro Peirano  | 1:54,52 |
| Bieg na 1500 m            | Federico Bruno                                                        | 3:56,88 | Santiago Catrofe                                                               | 3:58,18 | Yessy Apaza        | 4:00,36 |
| Bieg na 3000 m            | Juan Jorge Gonzáles                                                   | 8:31,90 | Ruben Erick Arando                                                             | 8:41,17 | N/A                | N/A     |
| Bieg na 60 m przez płotki | Gabriel Constantino                                                   | 7,78    | Eduardo de Deus                                                                | 7,81    | Agustín Carrera    | 7,87    |
| Sztafeta 4 × 400 m        | Boliwia Fernando Copa · Pablo Abán · Tito Hinojosa · Sebastián Vargas | 3:25,61 | Argentyna Franco Florio · Maximiliano Díaz · Agustín Carrera · Elián Larregina | 3:29,45 | N/A                | N/A     |
| Skok wzwyż                | Fernando Ferreira                                                     | 2,25    | Eure Yáñez                                                                     | 2,22    | Thiago Moura       | 2,19    |
| Skok o tyczce             | Germán Chiaraviglio                                                   | 5,50    | N/A                                                                            | N/A     | N/A                | N/A     |
| Skok w dal                | Alexsandro Melo                                                       | 8,08    | Leodan Torrealba                                                               | 7,72    | José Luis Mandros  | 7,72    |
| Trójskok                  | Alexsandro Melo                                                       | 17,10   | Mateus Daniel de Sá                                                            | 16,62   | Maximiliano Díaz   | 16,52   |
| Pchnięcie kulą            | Willian Dourado                                                       | 19,09   | Ignacio Carballo                                                               | 18,76   | Aldo González      | 18,73   |

### Kobiety
| Konkurencja               | 1. miejsce                                                                   | Wynik   | 2. miejsce                | Wynik    | 3. miejsce              | Wynik   |
| ------------------------- | ---------------------------------------------------------------------------- | ------- | ------------------------- | -------- | ----------------------- | ------- |
| Bieg na 60 m              | Rosângela Santos                                                             | 7,34    | Natalia Linares           | 7,42     | María Victoria Woodward | 7,51    |
| Bieg na 200 m             | Natalia Linares                                                              | 24,19   | María Fernanda Mackenna   | 24,24    | Noelia Martínez         | 24,41   |
| Bieg na 400 m             | Tiffani Marinho                                                              | 53,34   | María Fernanda Mackenna   | 54,45    | Geisa Coutinho          | 54,75   |
| Bieg na 800 m             | Déborah Rodríguez                                                            | 2:14,14 | Mariana Borelli           | 2:16,99  | María Marascia          | 2:17,98 |
| Bieg na 1500 m            | María Pía Fernández                                                          | 4:31,03 | Jhoselyn Camargo          | 4:34,94  | Mariana Borelli         | 4:38,29 |
| Bieg na 3000 m            | Jhoselyn Camargo                                                             | 9:55,68 | Edith Mamani              | 10:00,72 | N/A                     | N/A     |
| Bieg na 60 m przez płotki | María Ignacia Eguiguren                                                      | 8,40    | María Florencia Lamboglia | 8,67     | Diana Bazalar           | 8,85    |
| Sztafeta 4 × 400 m        | Boliwia Lucía Sotomayor · Alinny Delgadillo · Leticia Arispe · Cecilia Gómez | 4:00,77 | N/A                       | N/A      | N/A                     | N/A     |
| Skok wzwyż                | Valdiléia Martins                                                            | 1,82    | Lorena Aires              | 1,79     | Betsabé Páez            | 1,73    |
| Skok o tyczce             | Nicole Hein                                                                  | 4,00    | Juliana Campos            | 3,80     | N/A                     | N/A     |
| Skok w dal                | Nathalee Aranda                                                              | 6,58    | Aries Sánchez             | 6,58     | Eliane Martins          | 6,44    |
| Trójskok                  | Liuva Zaidívar                                                               | 13,52   | Valeria Quispe            | 13,12    | Silvana Segura          | 13,07   |
| Pchnięcie kulą            | Geísa Arcanjo                                                                | 17,09   | Ivana Gallardo            | 16,53    | N/A                     | N/A     |

## Klasyfikacja medalowa
Kolorem niebieskim oznaczono kraj organizujący mistrzostwa.
| Miejsce | Państwo   | Złoto | Srebro | Brąz | Razem |
| ------- | --------- | ----- | ------ | ---- | ----- |
| 1.      | Brazylia  | 9     | 3      | 4    | 16    |
| 2.      | Boliwia   | 4     | 4      | 2    | 10    |
| 3.      | Argentyna | 3     | 5      | 8    | 16    |
| 4.      | Urugwaj   | 2     | 2      | 0    | 4     |
| 5.      | Panama    | 2     | 0      | 0    | 2     |
| 6.      | Wenezuela | 1     | 5      | 0    | 6     |
| 7.      | Chile     | 1     | 3      | 1    | 5     |
| 8.      | Peru      | 1     | 2      | 3    | 6     |
| 9.      | Kolumbia  | 1     | 1      | 1    | 3     |
| 10.     | Ekwador   | 1     | 0      | 0    | 1     |
| 10.     | Surinam   | 1     | 0      | 0    | 1     |
| Razem   | Razem     | 26    | 24     | 19   | 69    |